# Rhynchozoon rosae
Rhynchozoon rosae är en mossdjursart som beskrevs av Souto, Reverter-Gil och Fernández-Pulpeiro 20. Rhynchozoon rosae ingår i släktet Rhynchozoon och familjen Phidoloporidae. Inga underarter finns listade i Catalogue of Life.